# Константин (Менгрелис)
Митрополи́т Константи́н Менгре́лис (греч. Μητροπολίτης Κωνσταντίνος Μεγγρέλης; 1886, Синоп, Османская империя — 14 октября 1963, Серре, Греция) — епископ Элладской православной церкви (и формально Константинопольского патриархата), митрополит Серрейский и Нигритский (1924—1961).

## Биография
Родился в 1886 году в городе Синопе, в Османской империи.
Поступил в Халкинскую богословскую школу, где в 1907 года был пострижен в монашество в Свято-Троицком монастыре и рукоположён в сан иеродиакона. После окончания богословской школы в 1908 году, служил диаконом, а в 1909 году был рукоположён в сан иеромонаха.
В 1909-1913 годы служил протосинкеллом Кизикской митрополии.
16 марта 1914 года был рукоположён в сан епископа Левкийского, викария Халкидонской митрополии.
13 октября 1922 года избран митрополитом Элефтеропольским.
9 февраля 1924 года избран митрополитом Серронским и Нигритийским. В период Второй мировой войны покинул Серре и перебрался Нигриту, а позже в Афины.
7 января 1961 года подал прошение об увольнении на покой по старости.
Скончался 14 октября 1963 года в городе Серре, в Греции. Его именем названа одна из улиц Серре.